# Championnat d'Irlande de football gaélique
Le Championnat d'Irlande de football gaélique, ou All-Ireland Senior Football Championship (connu aussi pour raisons de sponsoring sous l’appellation Bank of Ireland Football Championship) est la principale compétition de football gaélique jouée en Irlande. 
Le championnat est organisé par le GAA et se déroule pendant les mois d’été. La finale a lieu le troisième ou le quatrième samedi de septembre à Croke Park à Dublin. Le prix offert pour cette compétition est la Coupe Sam Maguire. En 2024, la compétition est sponsorisée conjointement par AIB, SuperValu (en) et Allianz.
Tous les Comtés irlandais (à l’exception de Kilkenny depuis 1982) participent au championnat. Kerry et Dublin sont les deux principaux comtés quant au nombre de victoires. Ayant remporté l'édition 2024, Armagh est le champion en titre.

## Format de la compétition

### Format actuel
Les équipes de Comtés jouent dans leur championnat provincial respectif, Munster, Leinster, Connacht (plus Londres et New York) et Ulster. Les compétitions provinciales ont la forme d’une Coupe par élimination directe et se jouent pendant les mois de mai, juin et juillet. Les vainqueurs de chacune de ces compétitions gagnent une des huit places composant le All-Ireland proprement dit qui se joue aux mois d’août et de septembre.
Les vingt-huit équipes restantes reçoivent une seconde occasion de se qualifier pour le All-Ireland par l’intermédiaire d’une épreuve qualificative (All Ireland Qualifiers) appelée péjorativement « la porte de derrière » (The back door). Ces matches qualificatifs se déroulent lors des mois de juin et juillet. Ils s’organisent ainsi :
- Tour 1 : Les équipes qui échouent à parvenir en demi-finales de leur compétition régionale respective (16 au total) participent au premier tour. Un système de tirage au sort intégral réparti les équipes en huit matches. Les huit vainqueurs se qualifient pour le deuxième tour. Les perdants sont définitivement éliminés.
- Tour 2 : Chacune des huit équipes victorieuses du premier tour rencontre après tirage au sort les équipes ayant perdu en demi-finales du championnat provincial. Les huit vainqueurs se qualifient pour le troisième tour. Les perdants sont définitivement éliminés.
- Tour 3 : Les huit équipes victorieuses du deuxième tour se rencontrent lors de quatre rencontres décidées par tirage au sort. Les quatre vainqueurs se qualifient pour le quatrième tour. Les perdants sont définitivement éliminés.
- Tour 4 : Chacune des quatre équipes victorieuses du troisième tour joue contre une équipe qui a perdu en finale du championnat provincial. Les quatre équipes victorieuses se qualifient pour le All-Ireland proprement dit. Les perdants sont définitivement éliminés.

Le All-Ireland proprement dit
- Les quarts de finale : Les quatre champions provinciaux jouent contre les quatre comtés vainqueurs du quatrième tour. Les matches sont décidés par tirage au sort. Les quatre vainqueurs se qualifient pour les demi-finales.
- Les demi-finales : Les quatre vainqueurs des quarts de finale se rencontrent en deux matchs.
- La finale : Les deux équipes victorieuses dans leur demi-finale se rencontrent en finale. Le vainqueur est champion d’Irlande (All-Ireland Champions).

### Format historique
Pour le premier championnat d’Irlande en 1887, la compétition s’est disputée sous la forme d’un tournoi par élimination directe avec tirage au sort total. À partir de 1888, le système provincial est mis en place. Les équipes se rencontrent au sein de leur province dans un tournoi par élimination directe pour déterminer le champion de la province. Les quatre champions se rencontraient pour disputer les demi-finales du All-Ireland.
La structure actuelle, détaillée ci-dessus, a été mis en place en 2001 pour permettre de disputer plus de matchs tout en maintenant le système provincial et la structure d’élimination directe et en donnant de l’importance aux champions provinciaux.

## Palmarès
| Année | Date de la finale          | Stade                  | Vainqueur          | Score              | Finaliste          | Score              | Spectateurs        |
| ----- | -------------------------- | ---------------------- | ------------------ | ------------------ | ------------------ | ------------------ | ------------------ |
| 1887  | 29 avril 1888              | Clonskeagh             | Limerick           | 1-4                | Louth              | 0-3                | 7 000              |
| 1888  | pas de championnat         | pas de championnat     | pas de championnat | pas de championnat | pas de championnat | pas de championnat | pas de championnat |
| 1889  | 20 octobre                 | Inchicore              | Tipperary          | 3-6                | Queen's County     | 0-0                | 1 500              |
| 1890  | 26 juin 1892               | Clonturk               | Cork               | 2-4                | Wexford            | 0-1                | 1 000              |
| 1891  | 28 février 1892            | Clonturk               | Dublin             | 2-1                | Cork               | 1-9                | 2 000              |
| 1892  | 26 mars 1893               | Clonturk               | Dublin             | 1-4                | Roscommon          | 1-0                | 5 000              |
| 1893  | 24 juin 1894               | Phoenix Park           | Wexford            | 1-1                | Cork               | 0-1                | 1 000              |
| 1894  | 21 avril 1895              | Thurles                | Dublin             | 0-5                | Cork               | 1-2                | 10 000             |
| 1895  | 15 mars 1896               | Croke Park             | Tipperary          | 0-4                | Meath              | 0-3                | 8 000              |
| 1896  | 6 février 1898             | Croke Park             | Limerick           | 1-5                | Dublin             | 0-7                | 3 500              |
| 1897  | 5 février 1899             | Jones' Road            | Dublin             | 2-6                | Cork               | 0-2                | 4 000              |
| 1898  | 8 avril 1900               | Tipperary              | Dublin             | 2-8                | Waterford          | 0-4                | 1 000              |
| 1899  | 10 février 1901            | Croke Park             | Dublin             | 1-10               | Cork               | 0-6                | 2 000              |
| 1900  | 26 octobre 1902            | Croke Park             | Tipperary          | 3-7                | Londres            | 0-2                | 2 000              |
| 1901  | 2 août 1903                | Croke Park             | Dublin             | 0-14               | Londres            | 0-2                | 2 000              |
| 1902  | 11 septembre 1904          | Cork                   | Dublin             | 2-8                | Londres            | 0-4                | 10 000             |
| 1903  | 12 novembre 1905           | Croke Park             | Kerry              | 0-11               | Londres            | 0-3                | 10 000             |
| 1904  | 1er juillet 1906           | Cork GAA               | Kerry              | 0-5                | Dublin             | 0-2                | 10 000             |
| 1905  | 16 juin 1906               | Thurles                | Kildare            | 1-7                | Kerry              | 0-5                | 15 000             |
| 1906  | 20 octobre 1907            | County Kildare         | Dublin             | 0-5                | Cork               | 0-4                | 8 000              |
| 1907  | 5 juillet 1908             | Tipperary              | Dublin             | 0-6                | Cork               | 0-2                | 5 000              |
| 1908  | 3 octobre 1909             | Croke Park             | Dublin             | 1-10               | Londres            | 0-4                | 10 000             |
| 1909  | 5 décembre                 | Croke Park             | Kerry              | 1-9                | Louth              | 0-6                | 16 000             |
| 1910  | 13 novembre                | Croke Park             | Louth              | Walk-over          | Kerry              | forfait            | -                  |
| 1911  | 14 janvier 1912            | Croke Park             | Cork               | 6-6                | Antrim             | 1-2                | 11 000             |
| 1912  | 3 novembre                 | Croke Park             | Louth              | 1-7                | Antrim             | 1-2                | 13 000             |
| 1913  | 14 décembre                | Croke Park             | Kerry              | 2-2                | Wexford            | 0-3                | 17 000             |
| 1914  | 29 novembre                | Croke Park             | Kerry              | 2-3                | Wexford            | 0-6                | 20 000             |
| 1915  | 7 novembre                 | Croke Park             | Wexford            | 2-4                | Kerry              | 2-1                | 27 000             |
| 1916  | 17 décembre                | Croke Park             | Wexford            | 3-4                | Mayo               | 1-2                | 3 000              |
| 1917  | 9 décembre                 | Croke Park             | Wexford            | 0-9                | Clare              | 0-5                | 6 500              |
| 1918  | 16 février 1919            | Croke Park             | Wexford            | 0-5                | Tipperary          | 0-4                | 12 000             |
| 1919  | 28 septembre               | Croke Park             | Kildare            | 2-5                | Galway             | 0-1                | 32 000             |
| 1920  | 11 juin 1922               | Croke Park             | Tipperary          | 1-6                | Dublin             | 1-2                | 17 000             |
| 1921  | 17 juin 1923               | Croke Park             | Dublin             | 1-9                | Mayo               | 0-2                | 16 000             |
| 1922  | 7 octobre 1923             | Croke Park             | Dublin             | 0-6                | Galway             | 0-4                | 11 792             |
| 1923  | 28 septembre 1924          | Croke Park             | Dublin             | 1-5                | Kerry              | 1-3                | 20 000             |
| 1924  | 26 avril 1925              | Croke Park             | Kerry              | 0-4                | Dublin             | 0-3                | 28 844             |
| 1925  | 10 janvier                 | Croke Park             | Galway             | 3-2                | Cavan              | 1-2                | 17 800             |
| 1926  | 17 octobre                 | Croke Park             | Kerry              | 1-4                | Kildare            | 0-4                | 35 500             |
| 1927  | 25 septembre               | Croke Park             | Kildare            | 0-5                | Kerry              | 0-3                | 36 529             |
| 1928  | 30 septembre               | Croke Park             | Kildare            | 2-6                | Cavan              | 2-5                | 24 700             |
| 1929  | 22 septembre               | Croke Park             | Kerry              | 1-8                | Kildare            | 1-5                | 43 839             |
| 1930  | 28 septembre               | Croke Park             | Kerry              | 3-11               | Monaghan           | 0-2                | 33 280             |
| 1931  | 27 septembre               | Croke Park             | Kerry              | 1-11               | Kildare            | 0-8                | 42 350             |
| 1932  | 25 septembre               | Croke Park             | Kerry              | 2-7                | Mayo               | 2-4                | 25 816             |
| 1933  | 24 septembre               | Croke Park             | Cavan              | 2-5                | Galway             | 1-4                | 45 188             |
| 1934  | 23 septembre               | Croke Park             | Galway             | 3-5                | Dublin             | 1-9                | 36 143             |
| 1935  | 22 septembre               | Croke Park             | Cavan              | 3-6                | Kildare            | 2-5                | 50 380             |
| 1936  | 27 septembre               | Croke Park             | Mayo               | 4-11               | Laois              | 0-5                | 50 168             |
| 1937  | 17 octobre                 | Croke Park             | Kerry              | 4-4                | Cavan              | 1-7                | 51 234             |
| 1938  | 23 octobre                 | Croke Park             | Galway             | 2-4                | Kerry              | 0-7                | 47 581             |
| 1939  | 24 septembre               | Croke Park             | Kerry              | 2-5                | Meath              | 2-3                | 46 828             |
| 1940  | 22 septembre               | Croke Park             | Kerry              | 0-7                | Galway             | 1-3                | 60 824             |
| 1941  | 7 septembre                | Croke Park             | Kerry              | 1-8                | Galway             | 0-7                | 45 512             |
| 1942  | 20 septembre               | Croke Park             | Dublin             | 1-10               | Galway             | 1-8                | 37 105             |
| 1943  | 10 octobre                 | Croke Park             | Roscommon          | 2-7                | Cavan              | 2-2                | 47 193             |
| 1944  | 24 septembre               | Croke Park             | Roscommon          | 1-9                | Kerry              | 2-4                | 79 245             |
| 1945  | 23 septembre               | Croke Park             | Cork               | 2-5                | Cavan              | 0-7                | 67 329             |
| 1946  | 27 octobre                 | Croke Park             | Kerry              | 2-8                | Roscommon          | 0-10               | 65 661             |
| 1947  | 14 septembre               | Polo Grounds, New York | Cavan              | 2-11               | Kerry              | 2-7                | 34 941             |
| 1948  | 16 septembre               | Croke Park             | Cavan              | 4-5                | Mayo               | 4-4                | 74 675             |
| 1949  | 25 septembre               | Croke Park             | Meath              | 1-10               | Cavan              | 1-6                | 79 460             |
| 1950  | 24 septembre               | Croke Park             | Mayo               | 2-5                | Louth              | 1-6                | 76 174             |
| 1951  | 23 septembre               | Croke Park             | Mayo               | 2-8                | Meath              | 0-9                | 78 201             |
| 1952  | 12 octobre                 | Croke Park             | Cavan              | 0-9                | Meath              | 0-5                | 62 515             |
| 1953  | 27 septembre               | Croke Park             | Kerry              | 0-13               | Armagh             | 1-6                | 86 155             |
| 1954  | 16 septembre               | Croke Park             | Meath              | 1-13               | Kerry              | 1-7                | 72 276             |
| 1955  | 25 septembre               | Croke Park             | Kerry              | 0-12               | Dublin             | 1-6                | 87 102             |
| 1956  | 7 octobre                  | Croke Park             | Galway             | 2-13               | Cork               | 3-7                | 70 772             |
| 1957  | 22 septembre               | Croke Park             | Louth              | 1-9                | Cork               | 1-7                | 72 732             |
| 1958  | 28 septembre               | Croke Park             | Dublin             | 2-12               | Derry              | 1-9                | 73 371             |
| 1959  | 27 septembre               | Croke Park             | Kerry              | 3-7                | Galway             | 1-4                | 85 897             |
| 1960  | 25 septembre               | Croke Park             | Down               | 2-10               | Kerry              | 0-8                | 87 768             |
| 1961  | 24 septembre               | Croke Park             | Down               | 3-6                | Offaly             | 2-8                | 90 556             |
| 1962  | 23 septembre               | Croke Park             | Kerry              | 1-12               | Roscommon          | 1-6                | 75 771             |
| 1963  | 22 septembre               | Croke Park             | Dublin             | 1-9                | Galway             | 0-10               | 87 106             |
| 1964  | 27 septembre               | Croke Park             | Galway             | 0-15               | Kerry              | 0-10               | 76 498             |
| 1965  | 16 septembre               | Croke Park             | Galway             | 0-12               | Kerry              | 0-9                | 77 735             |
| 1966  | 25 septembre               | Croke Park             | Galway             | 0-10               | Meath              | 0-7                | 71 567             |
| 1967  | 24 septembre               | Croke Park             | Meath              | 1-9                | Cork               | 0-9                | 70 343             |
| 1968  | 22 septembre               | Croke Park             | Down               | 2-12               | Kerry              | 1-13               | 71 294             |
| 1969  | 28 septembre               | Croke Park             | Kerry              | 0-10               | Offaly             | 0-7                | 67 828             |
| 1970  | 27 septembre               | Croke Park             | Kerry              | 2-19               | Meath              | 0-18               | 71 755             |
| 1971  | 16 septembre               | Croke Park             | Offaly             | 1-14               | Galway             | 2-8                | 70 798             |
| 1972  | 15 octobre                 | Croke Park             | Offaly             | 1-19               | Kerry              | 0-13               | 66 136             |
| 1973  | 23 septembre               | Croke Park             | Cork               | 3-17               | Galway             | 2-13               | 73 309             |
| 1974  | 22 septembre               | Croke Park             | Dublin             | 0-14               | Galway             | 1-6                | 71 898             |
| 1975  | 28 septembre               | Croke Park             | Kerry              | 2-12               | Dublin             | 0-11               | 66 346             |
| 1976  | 16 septembre               | Croke Park             | Dublin             | 3-8                | Kerry              | 0-10               | 73 588             |
| 1977  | 25 septembre               | Croke Park             | Dublin             | 5-12               | Armagh             | 3-6                | 66 542             |
| 1978  | 24 septembre               | Croke Park             | Kerry              | 5-11               | Dublin             | 0-9                | 71 503             |
| 1979  | 16 septembre               | Croke Park             | Kerry              | 3-13               | Dublin             | 1-8                | 72 185             |
| 1980  | 21 septembre               | Croke Park             | Kerry              | 1-9                | Roscommon          | 1-6                | 63 854             |
| 1981  | 20 septembre               | Croke Park             | Kerry              | 1-12               | Offaly             | 0-8                | 61 489             |
| 1982  | 16 septembre               | Croke Park             | Offaly             | 1-15               | Kerry              | 0-17               | 62 309             |
| 1983  | 18 septembre               | Croke Park             | Dublin             | 1-10               | Galway             | 1-8                | 71 988             |
| 1984  | 23 septembre               | Croke Park             | Kerry              | 1-11               | Dublin             | 1-6                | 68 365             |
| 1985  | 22 septembre               | Croke Park             | Kerry              | 2-12               | Dublin             | 2-8                | 69 389             |
| 1986  | 21 septembre               | Croke Park             | Kerry              | 2-15               | Tyrone             | 1-10               | 68 628             |
| 1987  | 20 septembre               | Croke Park             | Meath              | 1-14               | Cork               | 0-11               | 68 431             |
| 1988  | 9 octobre                  | Croke Park             | Meath              | 0-13               | Cork               | 0-9                | 64 067             |
| 1989  | 17 septembre               | Croke Park             | Cork               | 0-17               | Mayo               | 1-11               | 65 519             |
| 1990  | 16 septembre               | Croke Park             | Cork               | 0-11               | Meath              | 0-9                | 65 723             |
| 1991  | 15 septembre               | Croke Park             | Down               | 1-16               | Meath              | 1-14               | 64 500             |
| 1992  | 20 septembre               | Croke Park             | Donegal            | 0-18               | Dublin             | 0-14               | 64 547             |
| 1993  | 19 septembre               | Croke Park             | Derry              | 1-14               | Cork               | 2-8                | 64 500             |
| 1994  | 18 septembre               | Croke Park             | Down               | 1-12               | Dublin             | 0-13               | 58 684             |
| 1995  | 17 septembre               | Croke Park             | Dublin             | 1-10               | Tyrone             | 0-12               | 65 983             |
| 1996  | 29 septembre               | Croke Park             | Meath              | 2-9                | Mayo               | 1-11               | 65 802             |
| 1997  | 28 septembre               | Croke Park             | Kerry              | 0-13               | Mayo               | 1-7                | 65 601             |
| 1998  | 27 septembre               | Croke Park             | Galway             | 1-14               | Kildare            | 1-10               | 65 886             |
| 1999  | 16 septembre               | Croke Park             | Meath              | 1-11               | Cork               | 1-8                | 62 989             |
| 2000  | 7 octobre                  | Croke Park             | Kerry              | 0-17               | Galway             | 1-10               | 64 094             |
| 2001  | 23 septembre               | Croke Park             | Galway             | 0-17               | Meath              | 1-8                | 70 482             |
| 2002  | 22 septembre               | Croke Park             | Armagh             | 1-12               | Kerry              | 0-14               | 79 500             |
| 2003  | 28 septembre               | Croke Park             | Tyrone             | 0-12               | Armagh             | 0-9                | 79 391             |
| 2004  | 16 septembre               | Croke Park             | Kerry              | 1-20               | Mayo               | 2-9                | 79 749             |
| 2005  | 25 septembre               | Croke Park             | Tyrone             | 1-16               | Kerry              | 2-10               | 82 112             |
| 2006  | 17 septembre               | Croke Park             | Kerry              | 4-15               | Mayo               | 3-5                | 82 289             |
| 2007  | 16 septembre               | Croke Park             | Kerry              | 3-13               | Cork               | 1-9                | 82 126             |
| 2008  | 21 septembre               | Croke Park             | Tyrone             | 1-15               | Kerry              | 0-14               | 82 204             |
| 2009  | 20 septembre               | Croke Park             | Kerry              | 0-16               | Cork               | 1-9                | 82 246             |
| 2010  | 19 septembre               | Croke Park             | Cork               | 0-16               | Down               | 0-15               | 81 604             |
| 2011  | 18 septembre               | Croke Park             | Dublin             | 1-12               | Kerry              | 1-11               | 82 300             |
| 2012  | 23 septembre               | Croke Park             | Donegal            | 2-11               | Mayo               | 0-13               | 82 300             |
| 2013  | 22 septembre               | Croke Park             | Dublin             | 2-12               | Mayo               | 1-14               | 82 274             |
| 2014  | 21 septembre               | Croke Park             | Kerry              | 2-9                | Donegal            | 0-12               | 82 184             |
| 2015  | 20 septembre               | Croke Park             | Dublin             | 0-12               | Kerry              | 0-09               | 82 243             |
| 2016  | 18 septembre 1er octobre   | Croke Park             | Dublin             | 0-15 1-15          | Mayo               | 2-9 1-14           | 82 249             |
| 2017  | 17 septembre               | Croke Park             | Dublin             | 1-17               | Mayo               | 1-16               | 82 243             |
| 2018  | 2 septembre                | Croke Park             | Dublin             | 2-17               | Tyrone             | 1-14               | 82 300             |
| 2019  | 1er septembre 14 septembre | Croke Park             | Dublin             | 1-16 1-18          | Kerry              | 1-16 0-15          | 82 300             |
| 2020  | 19 décembre                | Croke Park             | Dublin             | 2-14               | Mayo               | 0-15               | 0                  |
| 2021  | 11 septembre               | Croke Park             | Tyrone             | 2-14               | Mayo               | 0-15               | 41 150             |
| 2022  | 24 juillet                 | Croke Park             | Kerry              | 0-20               | Galway             | 0-16               | 82 300             |
| 2023  | 30 juillet                 | Croke Park             | Dublin             | 1-15               | Kerry              | 1-13               | 82 300             |
| 2024  | 28 juillet                 | Croke Park             | Armagh             | 1-11               | Galway             | 0-13               | 82 164             |

## Palmarès par Comté
| Rang | Comté     | Victoires | Dernière victoire | Finales perdues | Dernière finale perdue |
| ---- | --------- | --------- | ----------------- | --------------- | ---------------------- |
| 1    | Kerry     | 38        | 2022              | 24              | 2023                   |
| 2    | Dublin    | 31        | 2023              | 13              | 1994                   |
| 3    | Galway    | 9         | 2001              | 15              | 2024                   |
| 4    | Cork      | 7         | 2010              | 16              | 2009                   |
| 5    | Meath     | 7         | 1999              | 9               | 2001                   |
| 6    | Cavan     | 5         | 1952              | 6               | 1949                   |
| 7    | Wexford   | 5         | 1918              | 3               | 1914                   |
| 8    | Down      | 5         | 1994              | 1               | 2010                   |
| 9    | Kildare   | 4         | 1928              | 5               | 1998                   |
| 10   | Tyrone    | 4         | 2021              | 3               | 2018                   |
| 11   | Tipperary | 4         | 1920              | 1               | 1918                   |
| 12   | Mayo      | 3         | 1951              | 15              | 2021                   |
| 13   | Offaly    | 3         | 1982              | 3               | 1981                   |
| 13   | Louth     | 3         | 1957              | 3               | 1950                   |
| 15   | Armagh    | 2         | 2024              | 3               | 2003                   |
| 15   | Roscommon | 2         | 1944              | 3               | 1980                   |
| 17   | Donegal   | 2         | 2012              | 1               | 2014                   |
| 18   | Limerick  | 2         | 1896              | 0               | -                      |
| 19   | Derry     | 1         | 1993              | 1               | 1958                   |
| 20   | Londres   | 0         | -                 | 5               | 1908                   |
| 21   | Laois     | 0         | -                 | 2               | 1936                   |
| 21   | Antrim    | 0         | -                 | 2               | 1912                   |
| 23   | Monaghan  | 0         | -                 | 1               | 1930                   |
| 23   | Clare     | 0         | -                 | 1               | 1917                   |
| 23   | Waterford | 0         | -                 | 1               | 1898                   |